# 三軒茶屋モータリングクラブ
『三軒茶屋モータリングクラブ』（さんげんぢゃやモータリングクラブ）は、一部テレビ東京系列局で放送されたテレビ東京製作の自動車情報番組。製作局のテレビ東京では2001年10月4日から2002年3月28日まで放送。

## 概要
モータージャーナリストの吉田匠、ピーター・ライオン、河口まなぶ、畑野浩子らが出演していた深夜番組で、吉田の事務所の所在地・東京都世田谷区三軒茶屋が番組タイトルの由来になった。
スポンサーは、ソニーコミュニケーションネットワーク、二玄社、ハナテンの3社が出資していたdrivegate.com （ドライブゲート、後に解散）が務めていた。その関係で、『カーグラフィックTV』のスタッフが番組制作に携わっていた。また、drivegate.comは当時、番組タイトルと同名のウェブサイトを展開していた。

## 出演者
- 吉田匠
- ピーター・ライオン
- 河口まなぶ
- 畑野浩子

## ナレーター
- 服部潤

## 放送局
| 放送対象地域   | 放送局         | 系列           | 放送日時           | 備考     |
| -------------- | -------------- | -------------- | ------------------ | -------- |
| 関東広域圏     | テレビ東京     | テレビ東京系列 | 木曜 24:45 - 25:15 | 製作局   |
| 愛知県         | テレビ愛知     | テレビ東京系列 | 木曜 26:15 - 26:45 | 90分遅れ |
| 大阪府         | テレビ大阪     | テレビ東京系列 | 火曜 26:45 - 27:15 | 5日遅れ  |
| 岡山県・香川県 | テレビせとうち | テレビ東京系列 | 火曜 26:25 - 26:55 | 5日遅れ  |